# 1638
1638 (MDCXXXVIII) a fost un an comun al calendarului gregorian, care a început într-o zi de vineri.

## Evenimente
- A fost abolită tortura în Anglia.

## Nașteri
- 1 ianuarie: Împăratul Go-Sai al Japoniei (d. 1685)
- 15 martie: Împăratul Shunzhi al Chinei (d. 1661)
- 22 martie: Anne Hyde, ducesă de York (d. 1671)
- 7 iulie: François Barrême, matematician francez (d. 1703)
- 11 iulie: Olympia Mancini, contesă de Soissons (d. 1708)
- 10 septembrie: Maria Tereza a Spaniei, regină a Franței, soția lui Ludovic al XIV-lea al Franței (d. 1683)
- 25 noiembrie: Ecaterina de Braganza, soția regelui Carol al II-lea al Angliei (d. 1705)

## Decese
- 10 octombrie: Pieter Bruegel cel Tânăr  (n. 1564)
- 6 mai: Cornelius Jansen  (n. 1585)
- 8 decembrie: Ivan Gundulić poet croat (n. 1589)
- 14 septembrie: John Harvard  (n. 1607)
- 27 iunie: Chiril Lukaris  (n. 1572)
- 13 decembrie: Caterina a Suediei  (n. 1584)
- 26 februarie: Claude-Gaspard Bachet de Méziriac matematician francez (n. 1581)
- 9 noiembrie: Johann Heinrich Alsted  (n. 1588)
- 28 martie: Marie Touchet  (n. 1549)
- 18 august: Giovanni Andrea Ansaldo pictor italian (n. 1584)